# Ganascus ventricosus
Ganascus ventricosus is een keversoort uit de familie schijnsnoerhalskevers (Aderidae). De wetenschappelijke naam van de soort werd in 1875 gepubliceerd door John Lawrence LeConte.